# Интерьер
Интерье́р (фр. intérieur < лат. interior — внутренний мир, из лат. intrа — внутри) — в теории архитектурной композиции — вид изнутри на какой-либо объект, противоположно понятию экстерьер — вид снаружи на здание, сооружение. Соответственно: план — вид сверху, плафон — вид снизу вверх, фасад — вид спереди, сзади, сбоку (передний, задний и боковые фасады), ракурс — вид с угла. В более узком значении интерьер — композиция внутреннего пространства здания с элементами обстановки предметно-пространственной среды. В иных формулировках: архитектурное и художественное оформление внутреннего пространства здания, обеспечивающее человеку эстетическое восприятие и благоприятные условия жизнедеятельности; внутреннее пространство здания или отдельного помещения, архитектурное решение которого определяется его функциональным назначением.
Проектирование интерьера осуществляется архитектором во взаимосвязи с экстерьером здания и, как архитектура в целом, следует логике развития историко-культурных концепций, идей и взглядов на окружающий мир, содержания основных художественных направлений, архитектурных стилей, течений и школ (региональных, национальных, академических, персональных), развитию строительных технологий и материалов.
В истории живописи и графики существует отдельный жанр «интерьера» и его жанровых разновидностей — изображения внутренних видов жилых, дворцовых, церковных интерьеров и жанровых сцен в интерьере. Этот жанр существовал с давних времён, в искусстве Средневековья и итальянского Возрождения, но обрёл самодостаточное значение и форму в голландском искусстве XVII века. Интерьер в живописи и декоративные росписи в интерьере культивировались в западноевропейском и русском искусстве первой половины XVIII века, в эпоху рококо, и в искусстве классицизма и неоклассицизма второй половины XVIII—XIX веков. В период романтизма сформировались жанровые формы портрета в интерьере и группового портрета в интерьере.
Все разновидности декоративно-прикладного искусства, связанные с художественным оформлением интерьера, интенсивно развивались в период ампира начала XIX века и особенно в период бидермайера 1815—1848 годов.

## Составляющие композиции интерьера
Основу композиции архитектурного интерьера составляет целостное взаимодействие утилитарных прагматических, эстетических функций и художественно-образных идей и решений, направленных на создание гармоничной среды жизни и деятельности человека. Можно выделить три основных составляющих:
- строительная конструктивная основа — пол, стены, потолок;
- предметное наполнение (оборудование, мебель);
- функциональные процессы, формирующие предметно-пространственную и эмоционально-психологическую среду.

## Материалы
- Мрамор
- Камень
- Стекло
- Дерево
- Текстиль
- Кожа
- Сизаль
- Ротанг

С точки зрения оформления существует большой выбор материалов для отделки отдельных элементов интерьера (стены, пол, потолок, лестницы и т. д.). Подбор материала зависит от дизайнерской идеи его оформления, от типа и размера помещения (ванная, кухня, спортивный зал и т. д.).

### Материалы для интерьера ванной комнаты и кухни
Для отделки интерьера ванной комнаты и кухни используют керамическую плитку, стеклянную фотоплитку, мозаику, так как они имеют все необходимые характеристики для такого типа помещений (водоустойчивость, высокую прочность и т. д.). Эти материалы в принципе идентичны, но у них есть очень большая разница с точки зрения дизайнерской идеи и уникальности интерьера.
Мозаика — маленькие кубики многообразных форм размером до 5×5 см, цветовая гамма — довольно широкая. Исходя из этих характеристик, можно изготовить различные миксы (сочетание различных оттенков цветов кубиков мозаики), растяжки, но больше всего радовать взгляд будет настенное мозаичное панно.
Сочетание керамической плитки и стеклянной мозаики может сделать интерьер ванной комнаты очень привлекательным и эксклюзивным. При этом и мозаика, и плитка практически не отличаются ценой.
Также для создания определённой нужной атмосферы используются натуральные материалы тёплой цветовой гаммы — дерево, натуральный камень.

## Тенденции
Современный дизайн интерьера характерен различными, внешне даже противоречивыми тенденциями: с одной стороны, стремлением максимально насытить пространство интерьера техническими устройствами, специальным оборудованием (системы кондиционирования, компьютерная техника и т. п.), с другой — «приближением» к природе, включением в интерьер естественно-природных компонентов (зелень, бассейны, фрагменты рельефа, прозрачные покрытия и стены, открывающие интерьер в природное окружение).

## Интерьер в литературе
Интерьер отображает бытовые детали, подробности. Часто помогает раскрыть характерные черты персонажа. Например, описание квартиры Ильи Ильича Обломова в романе И. А. Гончарова «Обломов» показывает общую пассивность героя, цикличность его образа жизни.